# Yeison Suárez
Yeison Abelardo Suárez Vásquez (Cali, 8 de julio de 1997) es un futbolista colombiano posición lateral izquierdo y su equipo actual es el Junior de la Categoría Primera A de Colombia.

## Estadísticas
Actualizado al último partido disputado el 18 de agosto de 2025.
| Club                                | Div.          | Temporada     | Liga  | Liga  | Liga   | Copa Nacional | Copa Nacional | Copa Nacional | Copa Internacional | Copa Internacional | Copa Internacional | Total | Total | Total  |
| Club                                | Div.          | Temporada     | Part. | Goles | Asist. | Part.         | Goles         | Asist.        | Part.              | Goles              | Asist.             | Part. | Goles | Asist. |
| ----------------------------------- | ------------- | ------------- | ----- | ----- | ------ | ------------- | ------------- | ------------- | ------------------ | ------------------ | ------------------ | ----- | ----- | ------ |
| Deportivo Cali · Colombia           | 1.ª           | 2015          | 1     | 0     | 0      | —             | —             | —             | —                  | —                  | —                  | 1     | 0     | 0      |
| Deportivo Cali · Colombia           | 1.ª           | 2016          | 3     | 0     | 2      | —             | —             | —             | —                  | —                  | —                  | 3     | 0     | 2      |
| Deportivo Cali · Colombia           | 1.ª           | 2017          | —     | —     | —      | 1             | 0             | 0             | —                  | —                  | —                  | 1     | 0     | 0      |
| Deportivo Cali · Colombia           | Total         | Total         | 4     | 0     | 2      | 1             | 0             | 0             | 0                  | 0                  | 0                  | 5     | 0     | 2      |
| Internacional de Palmira · Colombia | 2.ª           | 2016          | 1     | 0     | 0      | —             | —             | —             | —                  | —                  | —                  | 1     | 0     | 0      |
| Internacional de Palmira · Colombia | Total         | Total         | 1     | 0     | 0      | 0             | 0             | 0             | 0                  | 0                  | 0                  | 1     | 0     | 0      |
| Bogotá F. C. · Colombia             | 2.ª           | 2019          | 2     | 0     | 0      | 5             | 0             | 0             | —                  | —                  | —                  | 7     | 0     | 0      |
| Bogotá F. C. · Colombia             | 2.ª           | 2020          | 20    | 1     | 0      | 2             | 1             | 0             | —                  | —                  | —                  | 22    | 2     | 0      |
| Bogotá F. C. · Colombia             | 2.ª           | 2021          | 12    | 0     | 0      | 1             | 0             | 0             | —                  | —                  | —                  | 13    | 0     | 0      |
| Bogotá F. C. · Colombia             | Total         | Total         | 34    | 1     | 0      | 8             | 1             | 0             | 0                  | 0                  | 0                  | 42    | 2     | 0      |
| Deportivo Pereira · Colombia        | 1.ª           | 2022          | 9     | 0     | 0      | 2             | 1             | 0             | —                  | —                  | —                  | 11    | 1     | 0      |
| Deportivo Pereira · Colombia        | 1.ª           | 2023          | 29    | 1     | 2      | 6             | 0             | 1             | 5                  | 0                  | 0                  | 40    | 1     | 3      |
| Deportivo Pereira · Colombia        | 1.ª           | 2024          | 40    | 3     | 1      | 3             | 2             | 0             | —                  | —                  | —                  | 43    | 5     | 1      |
| Deportivo Pereira · Colombia        | 1.ª           | 2025          | 20    | 3     | 0      | 4             | 0             | 0             | —                  | —                  | —                  | 24    | 3     | 0      |
| Deportivo Pereira · Colombia        | Total         | Total         | 98    | 7     | 3      | 15            | 3             | 1             | 5                  | 0                  | 0                  | 118   | 10    | 4      |
| Junior · Colombia                   | 1.ª           | 2025          | 6     | 1     | 2      | 1             | 0             | 0             | —                  | —                  | —                  | 7     | 1     | 2      |
| Junior · Colombia                   | Total         | Total         | 6     | 1     | 2      | 1             | 0             | 0             | 0                  | 0                  | 0                  | 7     | 1     | 2      |
| Total carrera                       | Total carrera | Total carrera | 142   | 8     | 7      | 25            | 4             | 1             | 5                  | 0                  | 0                  | 172   | 12    | 8      |

## Palmarés

### Títulos nacionales
| Título              | Equipo            | País     | Año  |
| ------------------- | ----------------- | -------- | ---- |
| Torneo Finalización | Deportivo Pereira | Colombia | 2022 |